# Nick Blackman
Nick Blackman, właśc. Nicholas Alexander Blackman (ur. 11 listopada 1989 w Bury) – barbadoski piłkarz występujący na pozycji napastnika.

## Kariera klubowa
Swoją karierę rozpoczął w 2006 w Macclesfield Town z League Two. W 2009 przeszedł do Blackburn Rovers, z którego był następnie wypożyczany do Blackpool, Oldham Athletic, Motherwell oraz Aberdeen. Po okresie wypożyczeń wrócił do Blackburn, gdzie 13 sierpnia 2011 zadebiutował w Premier League w przegranym 1:2 meczu z Wolverhampton Wanderers.
W 2012 przeniósł się do Sheffield United, występującego w League One. W styczniu 2013 wrócił do Premier League, podpisując kontrakt z Reading. W sezonie 2012/2013 spadł z tym klubem do Championship. W 2016 przeszedł do ligowego rywala – Derby County. W sezonie 2017/2018 został wypożyczony do izraelskiego Maccabi Tel Awiw, z którym wywalczył wicemistrzostwo Izraela, a w kolejnym sezonie do hiszpańskiego Sportingu Gijón z Segunda División. W 2019 ponownie trafił do Maccabi Tel Awiw, gdzie w sezonie 2019/2020 zdobył mistrzostwo Izraela.
W barwach Blackburn Rovers i Reading rozegrał łącznie 12 spotkań w Premier League.

## Kariera reprezentacyjna
Według Blackmana, miał on prawo reprezentować na arenie międzynarodowej Anglię, Barbados, Holandię, Polskę lub Izrael – Barbados poprzez swojego ojca, Holandię i Polskę poprzez swoich dziadków ze strony matki, a Izrael poprzez „członków rodziny”. W 2019 zdecydował się na grę w reprezentacji Barbadosu i zadebiutował w niej 6 września 2019 w wygranym 4:0 meczu Ligi Narodów CONCACAF z Saint-Martin, w którym strzelił dwa gole.